# Тягинська волость
Тягинська волость — історична адміністративно-територіальна одиниця Херсонського повіту Херсонської губернії. Станом на 1886 рік — складалася з 8 поселень, 8 сільських громад. Населення — 3835 осіб (1901 особа чоловічої статі та 1834 — жіночої), 526 дворових господарств.
|                     | Площа, десятин | У тому числі орної, дес. |
| ------------------- | -------------- | ------------------------ |
| Сільських громад    | 8960           | 4691                     |
| Приватної власності | 37036          | 14171                    |
| Казенної власності  | 1790           | —                        |
| Іншої власності     | 520            | 120                      |
| Загалом             | 48307          | 18983                    |

Найбільші поселення волості:
- Тягинка — містечко при річці Тягінка в 40 верстах від повітового міста, 1241 особа, 220 дворів, церква православна, позиково-ощадне товариство, 5 лавок, постоялий двір. За ¼ версти — поштова станція, земська станція. За 2 версти — рибний завод. За 7 верст — рибний завод.
- Львова — колонія євреїв при річці Дніпро, 1354 осіб, 96 дворів, єврейська синагога та молитовний будинок, 4 лавки, базари по неділях.